# Reggie Johnson (Boxer)
Reggie Dwayne Johnson (* 28. August 1966 in Houston, Texas) ist ein ehemaliger US-amerikanischer Profiboxer. Er war WBA-Weltmeister im Mittelgewicht sowie IBF-Weltmeister im Halbschwergewicht.

## Amateurkarriere
Er begann im Alter von zwölf Jahren mit dem Boxsport, wurde Mitglied der US-Nationalmannschaft und gewann 96 von 108 Amateurkämpfen. Im März 1984 gewann er im Halbmittelgewicht als bis dahin jüngster Boxer, den internationalen King's Cup in Bangkok.
Im Juni 1984 nahm er im Halbmittelgewicht an der nationalen Ausscheidung zur Teilnahme an den Olympischen Sommerspielen von Los Angeles teil, verlor jedoch im Viertelfinale nach Punkten gegen den späteren Olympiasieger Frank Tate. Anschließend wechselte er ins Profilager.

## Profikarriere
In seinen ersten 22 Kämpfen ging er 20-mal als Sieger hervor, ein Kampf endete unentschieden, gegen Adam George (12-1) verlor er nach Punkten. Am 12. September 1989 besiegte er Israel Cole (10-5) nach Punkten und wurde damit Interkontinentaler Meister der WBA im Mittelgewicht. Nach einer Titelverteidigung durch K. o. in der zweiten Runde gegen Víctor Fernández (16-1), gewann er am 4. Februar 1990 durch t.K.o. gegen Ismael Negron (14-5) zusätzlich die US-Meisterschaft im Mittelgewicht. Diese verteidigte er nach Punkten gegen Sanderline Williams (24-10) und durch t.K.o. gegen Greg Dickson (22-1).
Durch anschließende K.-o.-Erfolge gegen Ohio State Champion Eddie Hall (20-5), Ralph Ward (13-4) aus New Jersey, den ehemaligen Südamerikanischen Meister José Carlos da Silva (8-5) und den Kalifornischen Meister Al Long (22-7), erhielt er am 29. Juni 1991 in Las Vegas eine WM-Titelchance der IBF im Mittelgewicht gegen den ungeschlagenen Titelträger James Toney (26-0). Johnson hatte den Titelverteidiger in der zweiten Runde am Boden, verlor nach den vollen zwölf Runden jedoch knapp und umstritten per Split Decision nach Punkten.
Durch einen K.-o.-Sieg gegen Melvin Wynn (12-6), erhielt er am 22. April 1992 in East Rutherford eine erneute WM-Titelchance im Mittelgewicht. Er boxte um die vakante WBA-Weltmeisterschaft gegen Steve Collins (21-1) und gewann über zwölf Runden nach Punkten. Gleich in seiner ersten Titelverteidigung gewann er einstimmig nach Punkten gegen den ungeschlagenen Favoriten Lamar Parks (22-0), sowie drei Monate später durch t.K.o. gegen den Südkoreaner Ki-Yun Song (7-2). Anschließend sollte er seinen Titel gegen den Argentinier Jorge Fernando Castro verteidigen, dieser sagte den Kampf jedoch wenige Tage zuvor aus medizinischen Gründen ab, weshalb Wayne Harris (19-5) als Ersatzgegner verpflichtet wurde. Diesen besiegte Johnson im Mai 1993 einstimmig nach Punkten.
In seiner vierten Verteidigung verlor er jedoch am 1. Oktober 1993 seinen WM-Gürtel nach Punkten an John David Jackson (29-0). Nach einem Erstrunden-K.o. gegen Ramon Félix, boxte er am 12. August 1994 in Argentinien gegen Jorge Fernando Castro (93-4) erneut um die vakante WBA-WM im Mittelgewicht, verlor jedoch durch knappe Split Decision nach Punkten. Auch beim Rückkampf im Oktober 1995, unterlag er durch Split Decision.
Nach einer Kampfpause von 21 Monaten und einem Wechsel ins Halbschwergewicht, besiegte er im Juli 1997 Robert Doyle durch K. o. in der ersten Runde. Am 6. Februar 1998 wurde er in Uncasville durch einen K.-o.-Sieg in der fünften Runde gegen William Guthrie (24-0), Weltmeister der IBF im Halbschwergewicht. Er konnte den Titel anschließend gegen Europameister Ole Klemetsen (33-2) sowie US-Meister Will Taylor (15-1) verteidigen und erhielt dadurch einen Titelvereinigungskampf gegen WBA/WBC-Weltmeister Roy Jones junior (39-1), den zu dieser Zeit Pound for pound besten Boxer der Welt. Dabei verlor er am 5. Juni 1999 in Biloxi einstimmig nach Punkten, zudem ging er in den Runden 1 und 3 zu Boden.
Am 5. Januar 2001 gewann er die NABF-Meisterschaft im Halbschwergewicht gegen Chris Johnson (26-1) und vereinigte den Titel am 25. Mai desselben Jahres mit dem Gewinn der US-Meisterschaft gegen Will Taylor (19-3). In einem Titelausscheidungskampf für eine erneute WM-Chance der IBF, verlor er am 25. Januar 2002 erneut durch eine knappe Split Decision gegen Antonio Tarver (18-1).
Nach einer Ringabstinenz von über dreieinhalb Jahren, gewann er im August 2005 durch K. o. in der neunten Runde gegen Fred Moore (30-4). Nach einer weiteren Ringpause von zweieinhalb Jahren, siegte er am 23. Februar 2008 nach Punkten gegen Julio González (41-4) und beendete anschließend seine Karriere.